# Michel Pouzol
Pour les articles homonymes, voir Pouzol (homonymie).
Michel Pouzol, né le 5 juillet 1962 à Clermont-Ferrand, est un homme politique français. Il est député socialiste de la troisième circonscription de l'Essonne de juin 2012 à juin 2017.

## Biographie

### Origines et vie familiale
Michel Pouzol est né le 5 juillet 1962 à Clermont-Ferrand, d'une famille de condition modeste. Son père est ouvrier à l'usine Michelin et sa mère est gardienne d'immeuble. Il a connu avec son épouse et leurs trois enfants, une situation d'extrême précarité en 2002, vivant dans un cabanon en lisière de forêt en région parisienne. Il obtient l'accès à un logement plus décent grâce à l'association Solidarités nouvelles pour le logement et par la suite, il témoignera souvent de la reconnaissance qu'il a vis-à-vis de cette association,,.
Étudiant au lycée Sidoine Apollinaire de Clermont-Ferrand, il obtient son baccalauréat en 1980 et décide de s'inscrire en première année de l'école d’architecture de Clermont-Ferrand. En septembre 1981, il intègre la Faculté de Sciences humaines (Psychologie et Économie) de Clermont-Ferrand.

### Carrière professionnelle
(mai 2017).
Michel Pouzol a exercé divers métiers dont celui de comédien et de cinéaste.
- 1980 : Ouvrier chez Michelin (Clermont-Ferrand)
- 1981 : Éducateur spécialisé (Nevers, Orléans)
- 1982 - 1986 : Animateur radio chez Radio Clermont-Ville (Clermont-Ferrand)
- 1987 : Développeur réseau et chargé d'études chez Skyrock (Paris)
- 1988 - 1995 : Concepteur/rédacteur de plaquettes et de catalogues
- 1988 - 2000 : Journaliste pigiste (L'Écran fantastique, STAR Club, L'écho de la presse...)
- 2000 : Professeur d'art dramatique au Cours Florent (Paris)
- 2001 - 2008 : Animateur de vente pour la FNAC et Darty
- 2004 - 2008 : Formateur des vendeurs pour la FNAC, Sony, Darty, Carrefour, Auchan, Leclerc

### Carrière politique
Michel Pouzol adhère au PS en 2007. Lors des élections cantonales de 2008, Michel Pouzol remporte le canton de Brétigny-sur-Orge avec 51,20 % des suffrages au second tour face à son opposant UMP Michael Christophe, et devient conseiller général délégué à la prévention santé. Lors des élections municipales de la même année, il est élu sur la liste majoritaire socialiste qui obtient 43,21 % des voix au second tour.
À la suite du changement d’exécutif du conseil général de l'Essonne consécutif aux élections cantonales de 2011, il devient vice-président chargé de la culture, du sport, de la vie associative et de la coopération décentralisée.
En vue des élections législatives de 2012 il est investi par le Parti socialiste dans la troisième circonscription de l'Essonne aux côtés de sa suppléante Maryvonne Boquet. Il remporte l'élection avec 52,98 % des suffrages au second tour face à la sortante Geneviève Colot (UMP). Conformément à la loi sur le cumul des mandats, il quitte ses mandats municipaux et communautaire. De plus, et conformément à ses engagements, il quitte la vice-présidence du Conseil général de l'Essonne et devient conseiller général délégué au sport.
En mars 2015, candidat aux élections départementales dans le canton de Brétigny-sur-Orge en binôme avec Isabelle Catrain (EELV), il est battu par Nicolas Méary (UDI), maire de Brétigny-sur-Orge, et Sophie Rigault (UMP).
Proche de Benoît Hamon, Michel Pouzol est membre du courant Un Monde d'Avance au sein du Parti socialiste. Après sa victoire à la primaire citoyenne de 2017, il devient l'une de ses porte-parole pour la campagne présidentielle.
Il est battu dès le premier tour lors des élections législatives de 2017.
En février 2018, il annonce qu'il quitte le PS pour rejoindre Génération.s, le mouvement de Benoît Hamon dont il devient porte parole. 
Il est chef de cabinet de la maire de Bondy, Sylvine Thomassin de fin 2018 à juin 2020 puis conseiller technique auprès du maire d'Alfortville, Luc Carvounas depuis septembre 2020.

## Publications
- Député, pour que ça change, Le Cherche midi, coll. « Documents », septembre 2013, 302 p. (ISBN 978-2749130934)
- La pauvreté, une fatalité ?, Christine Bonneton . Essais coll. "Les vérités qui dérangent", février 2022, 340 p.  (ISBN 978-2862539430)

## Filmographie

### Acteur et figurant
- Le ver blanc (1996), série télévisée produite par une télévision sud-coréenne
- Comme un dimanche (1996), court-métrage d'Olivier Jahan
- Pour rire ! (1996) de Lucas Belvaux
- Ma 6-T va crack-er (1997) de Jean-François Richet
- Faites comme si je n'étais pas là (1999), long-métrage d'Olivier Jahan
- Louise (1999), court-métrage de Nicolas Revoy
- Le Cœur de Pierre (2001)

### Scénariste et réalisateur
- Barbès la nuit (1995) - Scénariste et réalisateur (Prix de la qualité du CNC)
- Au bord de l'autoroute (1996), court-métrage d'Olivier Jehan - Co-scénariste
- Un flic nommé Lecoeur (1998), série télévisée (France 2) - Co-scénariste des épisodes 2 et 3
- Le Fils du pêcheur (1998), diffusé sur France 2 - Scénariste et réalisateur (Prix de la qualité du CNC)
- Le Cœur de Pierre (1999) - Scénariste et réalisateur
- Faites comme si je n'étais pas là (1999), long-métrage d'Olivier Jahan - Co-scénariste et directeur artistique
- Pourquoi nous détestent-ils, nous les pauvres ? (2017)[10], Co-réalisateur avec Sarah Carpentier, diffusé sur Planète+

## Pour approfondir

## Sources
1. 1 2  Biographie officielle de Michel Pouzol sur son site officiel. Consulté le 19/06/2012.
2. 1 2 3  Michel Pouzol, le sans-abri devenu député, site de francetvinfo.fr, le 16 septembre 2013, consulté le 17 septembre 2013
3. ↑  Michel Pouzol,Député, pour que ça change, Le Cherche midi, 2013
4. ↑  Essonne : l’ex-député Michel Pouzol combat la « pauvrophobie » dans un documentaire, article dans Le Parisien, 26 novembre 2017
5. ↑  France 3 Auvergne avec AFP, « Michel Pouzol, un Clermontois, ex-RMIste, devenu député de l'Essonne », sur francetvinfo.fr, France 3 Auvergne-Rhône-Alpes, 21 octobre 2013 (consulté le 11 septembre 2020).
6. ↑  Résultats de l'élection cantonale 2008 dans le canton de Brétigny-sur-Orge sur le site du ministère de l'Intérieur. Consulté le 19/06/2012.
7. ↑  Résultats de l'élection municipale 2008 à Brétigny-sur-Orge sur le site du ministère de l'Intérieur. Consulté le 19/06/2012.
8. ↑  Résultats de l'élection législative 2012 dans la troisième circonscription de l'Essonne sur le site du ministère de l'Intérieur. Consulté le 19/06/2012.
9. ↑  Boris Manenti, « Qui compose l'équipe de campagne de Benoît Hamon ? », nouvelobs.com, 12 février 2017 (consulté le 13 février 2017)
10. ↑  TV – « Pourquoi nous détestent-ils, nous les pauvres ? ». Consulté le 7/12/2017.